# Chico Chico
Francisco Ribeiro Eller (Rio de Janeiro, 28 de agosto de 1993), mais conhecido como Chico Chico ou Chicão, é um cantor e compositor brasileiro. É vocalista das bandas 2x0 Vargem Alta e 13.7, além de ter uma carreira solo e formar uma dupla com João Mantuano, também se apresentou e fez participações especiais em álbuns de artistas como Ana Cañas, Tetê Espíndola, Pedro Luís, Posada, Troá! e Orquídeas do Brasil. Em 2020, lançou um álbum em parceria com Francisco Gil intitulado Onde?. Em 2021 foi indicado ao Grammy Latino de Melhor Canção em Língua Portuguesa pela canção "A Cidade" em parceria com João Mantuano. Seu primeiro álbum solo, Pomares, foi lançado em 2021 e recebeu uma indicação ao Grammy Latino de Melhor Álbum de Música Popular Brasileira em 2022. É filho da cantora Cássia Eller e do baixista Tavinho Fialho, que fazia parte da banda de Cássia, sendo criado por Cássia e pela companheira dela, Maria Eugênia, a quem ele também chama de mãe.

## Biografia
Francisco Ribeiro Eller nasceu no Rio de Janeiro em 28 de agosto de 1993, filho biológico da cantora Cássia Eller e do baixista Tavinho Fialho, que fazia parte da banda de Cássia. O relacionamento dos dois e a gravidez de Cássia são detalhados no documentário Cássia Eller de 2014. Tavinho era casado e a gravidez não foi planejada, mas a companheira de Cássia, Maria Eugênia Vieira Martins, ficou feliz ao saber que ela estava grávida. Tavinho faleceu em um acidente de carro uma semana antes do nascimento de Francisco, e ele foi criado por Cássia e pela companheira dela, Maria Eugênia, a quem ele também chama de mãe.
O nome Francisco foi inspirado na canção de mesmo nome de Milton Nascimento, gravada por Cássia no álbum Ioiô de Nelson Faria quando ela estava grávida de oito meses. Seu apelido de infância é Chicão. O cantor Renato Russo, amigo de Tavinho Fialho (que foi baixista de sua banda Legião Urbana na turnê do álbum V em 1992), compôs a canção "1º de Julho" para Cássia quando ela estava grávida. A canção foi lançada no álbum Cássia Eller de 1994, e posteriormente incluída no álbum A Tempestade da Legião Urbana, lançado em 1996. Cássia adicionava a frase "meu amor, meu Chicão" ao final da canção quando a cantava ao vivo.
Francisco aprendeu a falar inglês ouvindo as músicas dos Beatles, que começou a ouvir ainda criança por influência da mãe Cássia. O primeiro álbum que ele ouviu foi Yellow Submarine (1969).
Em 13 de janeiro de 2001, Francisco, então com 7 anos, fez uma participação especial tocando percussão enquanto a mãe Cássia fazia um cover de "Smells Like Teen Spirit" do Nirvana para um público de cerca de 200 mil pessoas no festival Rock in Rio. Foi um pedido de Francisco para que Cássia incluísse a canção em seu repertório no festival. Foi no Rock in Rio que ele ganhou seu primeiro cachê: R$20 (Vinte Reais) dados por Cássia.
Em entrevista a revista Marie Claire em outubro de 2001, Cássia disse que gostaria de ter um contrato de casamento legalizado com Maria Eugênia, para poder garantir os direitos dela e de Francisco, e caso viesse a acontecer algo com ela, Maria Eugênia deveria ficar com a guarda do filho. Após a morte de Cássia em 29 de dezembro de 2001, o pai da cantora, Altair Eller, entrou com um pedido na justiça pela guarda do neto. O caso era inédito no Brasil e Maria Eugênia recebeu o apoio da mãe e dos irmãos de Cássia. Em janeiro de 2002, pela primeira vez a Justiça brasileira concedeu a uma mulher a guarda provisória do filho de sua companheira. O juiz responsável pelo caso entrevistou Francisco, conferiu seu desempenho escolar, pesou-lhe as preferências afetivas e, à falta de uma legislação brasileira que tratasse especificamente da adoção de crianças por casais homossexuais, optou por confiá-lo a Eugênia. Em 31 de outubro de 2002, em decisão inédita, a Justiça concedeu à Maria Eugênia a tutela definitiva de Francisco. A tutela foi concedida pelo juiz da 2ª Vara de Órfãos e Sucessões, Luiz Felipe Francisco, depois de um acordo entre Eugênia e o pai de Cássia. O avô abriu mão do pedido de tutela depois que Francisco disse que gostaria de ficar com sua mãe Maria Eugênia.
Em dezembro de 2002 foi lançado o videoclipe da canção "No Recreio" de Cássia Eller, que inclui vídeos caseiros de Cássia e Maria Eugênia com o filho Francisco desde o seu nascimento.

## Carreira
Ainda criança, Francisco aprendeu a tocar percussão e pandeiro com a percussionista da banda de sua mãe Cássia, Lan Lan. Dos 15 aos 18 anos, ele estudou violão com o professor particular Paulo Corrêa. Ele também toca bateria.
Música era seu plano B, depois de considerar opções como ser jogador de futebol e professor de Geografia.
Suas principais influências são Beatles, Jards Macalé, Luiz Melodia, Itamar Assumpção e BaianaSystem.
Suas primeiras bandas durante a adolescência foram Transtorno dos Vizinhos, Zarapatéu, e Uzoto. Entre 2009 e 2010, Francisco cantava e tocava percussão na banda Zarapatéu, formada por alunos do Centro Educacional Anísio Teixeira (CEAT), entre eles Bruna Araújo, filha da cantora e atriz Emanuelle Araújo. A banda tocava clássicos de Chico Buarque, Baden Powell e Jorge Ben Jor. Francisco também fazia parte da banda Terezina 12.
Em 2011, Francisco tocou percussão na canção inédita de Cássia Eller, "Baby Love", composta por Nando Reis e lançada no álbum Relicário - As Canções Que O Nando Fez Pra Cássia Cantar.
Em 2012, uma canção inédita de Cássia Eller foi encontrada, "Flor do Sol", composta pela cantora aos 19 anos em parceria com Simone Saback em Brasília em 1982. A canção foi lançada no iTunes no aniversário de 50 anos de Cássia, em 10 de dezembro de 2012, Outros instrumentos foram adicionados a gravação original de Cássia, entre eles Francisco (então com 19 anos) tocando o violão da mãe.
No início de 2013, Francisco deixou a banda Zarapatéu e passou a se dedicar apenas à faculdade. De 2013 a 2016 ele cursava Geografia na Universidade Federal Fluminense, em Niterói, mas decidiu trancar a faculdade para se dedicar à música.
Em 2015, Francisco adotou o nome artístico Chico Chico. No mesmo ano, ele ajudou a escolher o repertório e alguns dos artistas que se apresentaram no Rock in Rio VI para um tributo à Cássia Eller, mas se recusou a se apresentar no festival.
Em outubro de 2015, Chico lançou seu primeiro álbum com músicas autorais com a banda 2x0 Vargem Alta. A banda é formada por amigos de Francisco da época do colégio: João Mantuano (voz e violão), Miguel Dias (baixo), Pedro Fonseca (teclado) e Lucas Videla (percussão). O álbum auto-intitulado da banda foi lançado pelo selo Porangareté, de Chico, sua mãe Maria Eugênia e do violonista Rodrigo Garcia.
Em 2016, Chico participou da faixa "Buscando Tu Amor" do álbum Amazônia, Amazônia de Gastão Villeroy. E dividiu o palco do Circo Voador no Rio de Janeiro com Pedro Luís, Júlia Vargas e Ivo Vargas.
Em 2017, Chico produziu o álbum Isabel do cantor Carlos Posada, e eles também dividiram os vocais na faixa "Efeitos Especiais". O álbum foi lançado pelo selo de Chico, Porangareté.
Em 19 abril de 2018, Chico dividiu o palco com a cantora Ana Cañas no Sesc Santana em São Paulo. Eles voltaram a se apresentar juntos no Sesc 24 de Maio em São Paulo em 8 de fevereiro de 2019, e na Casa Natura Musical em Pinheiros em 23 de maio de 2019.
Em maio de 2018, foi lançado o single "Medo" da nova banda de Chico, 13.7. A banda é formada por Chico (vocais e violão), Pedro Fonseca (teclado), Chico Miguel Dias (baixo), João Mantuano (vocais) e Lucas Videla (percussão). Em outubro de 2018, foi lançado o single "Queixo ou Queixa", parceria de Chico com João Mantuano.
Chico fez uma participação na faixa "Tua Boca" (regravação de Itamar Assumpção) no álbum Todxs de Ana Cañas, lançado em novembro de 2018.
Entre 2018 e 2019, Chico e João Mantuano saíram em turnê pelo Brasil apresentando músicas autorais e covers num show acústico intimista que misturava rock, samba, folk, blues, frevo e forró.
Chico fez uma participação na canção "Ímpeto" da banda Troá!, lançada como single em 23 de janeiro de 2019, e incluída no álbum Eu Não Morreria Sem Dizer, lançado em 21 de outubro de 2019.
Em 23 e 24 de março de 2019, Chico se apresentou com a banda Orquídeas do Brasil no Sesc Bom Retiro em São Paulo. A banda apresentou o repertório da trilogia Bicho de 7 Cabeças de Itamar Assumpção, lançado em 1993.
Entre maio e setembro de 2019, Chico se apresentou ao lado da cantora Duda Brack. O repertório era composto por músicas autorais de cada um deles, parcerias inéditas de Chico e Duda, canções de amigos e ídolos em comum.
Em 24 de agosto de 2019, Chico se apresentou ao lado de Duda Drack e Tetê Espíndola no Bona em São Paulo.
Em outubro de 2019, ele voltou a se apresentar no Rock in Rio VIII no espaço Ford, tocando com a banda Meu Nome Não é Cláudio, formada por músicos das bandas Fresno, NX Zero, Cachorro Grande e Vanguart. Chico cantou canções como "Sujeito de Sorte" de Belchior e "Lithium" do Nirvana.
Em 8 de outubro de 2019, Chico dividiu o palco do Teatro SESC Ginástico no Rio de Janeiro com o cantor Chico Brown. O show era parte do Projeto Som do Sesc.
Chico gravou uma versão para a canção "Maria Bethânia" de Caetano Veloso para o projeto Vale a Pena Gravar de Novo, que celebra os 20 anos do selo fonográfico Astronauta e traz releituras de clássicos da música brasileira. A versão de Chico foi lançada como single nas plataformas digitais em 29 de novembro de 2019, juntamente com um videoclipe.
Em agosto de 2020, durante uma live em seu Instagram, Chico apresentou uma música que fez para a mãe Maria Eugênia, com o título "Maria". A canção reflete o momento de amadurecimento do cantor, que saiu de casa para viver de música.
Em 11 de dezembro de 2020, lançou o álbum Onde? em parceria com Francisco Gil.
Em 12 de fevereiro de 2021, lançou o single carnavalesco "Gatos Pingados".
Em 26 de fevereiro de 2021, Chico lançou um álbum em parceria com João Mantuano auto-intitulado Chico Chico & João Mantuano. A faixa "A Cidade" foi indicada ao Grammy Latino de Melhor Canção em Língua Portuguesa.
Em 12 de março de 2021, lançou o single "Fortuna e Paz", dueto com o compositor cabo-verdiano Mário Lúcio. A canção é baseada numa mensagem que o músico mandou para Chico pelo Facebook. Em 16 de abril de 2021, Chico lançou o single "Eu Nem Ligo", cover de Gonzaguinha. Em 27 de maio de 2021, Chico lançou o single autoral "Quando a Sorte".
Seu primeiro álbum solo, Pomares, foi lançado em 29 de outubro de 2021. O álbum foi indicado ao Grammy Latino de Melhor Álbum de Música Popular Brasileira em 2022, e conta com um dueto entre Chico e a mãe Maria Eugênia na faixa "Mãe", uma homenagem do cantor às suas duas mães.
Em 2022, a canção "Ribanceira" do álbum Pomares foi incluída na trilha sonora da novela Pantanal da Rede Globo, como música-tema da personagem Maria Bruaca.

## Discografia
Dupla ou banda
| Ano  | Álbum                                                                                              | Artista                     |
| ---- | -------------------------------------------------------------------------------------------------- | --------------------------- |
| 2015 | 2x0 Vargem Alta - Lançamento: 15 outubro de 2015 - Gravadora: Porangareté / Coqueiro Verde Records | 2x0 Vargem Alta             |
| 2020 | Onde? - Lançamento: 11 de dezembro de 2020 - Gravadora: Blacktape                                  | Fran e Chico Chico          |
| 2021 | Chico Chico & João Mantuano - Lançamento: 26 de fevereiro de 2021 - Gravadora: Toca Discos         | Chico Chico & João Mantuano |

Solo
| Ano  | Álbum                                                          | Artista     |
| ---- | -------------------------------------------------------------- | ----------- |
| 2021 | Pomares - Lançamento: 29 de outubro de 2021 - Gravadora: Selim | Chico Chico |

Participações especiais
| Ano  | Álbum | Artista         | Notas                                         |
| ---- | --- | --------------- | --------------------------------------------- |
| 2011 | Relicário - As Canções Que O Nando Fez Pra Cássia Cantar - Lançamento: 31 de outubro de 2011 - Gravadora: Universal Music | Cássia Eller    | Percussão na faixa "Baby Love"                |
| 2016 | Amazônia, Amazônia - Lançamento: 2016 - Gravadora: Biscoito Fino                                                          | Gastão Villeroy | Vocais na faixa "Buscando Tu Amor"            |
| 2017 | Isabel - Lançamento: março de 2017 - Gravadora: Porangareté                                                               | Carlos Posada   | Produtor, vocais na faixa "Efeitos Especiais" |
| 2018 | Todxs - Lançamento: 9 de novembro de 2018 - Gravadora: Guela Records                                                      | Ana Cañas       | Vocais na faixa "Tua Boca"                    |
| 2019 | Eu Não Morreria Sem Dizer - Lançamento: 21 de outubro de 2019 - Gravadora: PWR Records                                    | Troá!           | Vocais na faixa "Ímpeto"                      |
| 2024 | Erasmo Esteves - Lançamento: 3 de maio de 2024 - Gravadora: Som Livre                                                     | Erasmo Carlos   | Vocais                                        |

### Singles
| Ano  | Título                | Notas             |
| ---- | --------------------- | ----------------- |
| 2018 | "Medo"                | com 13.7          |
| 2018 | "Queixo ou Queixa"    | com João Mantuano |
| 2018 | "Tua Boca"            | com Ana Cañas     |
| 2019 | "Ímpeto"              | com Troá!         |
| 2019 | "Maria Bethânia"      | solo              |
| 2019 | "Salve-se Quem Puder" | com João Mantuano |
| 2020 | "Entre Prédios"       | com João Mantuano |
| 2021 | "Gatos Pingados"      | solo              |
| 2021 | "A Cidade"            | com João Mantuano |
| 2021 | "Fortuna e Paz"       | com Mário Lúcio   |
| 2021 | "Eu Nem Ligo"         | solo              |
| 2021 | "Quando a Sorte"      | solo              |
| 2021 | "Ribanceira"          | solo              |

## Prêmios e indicações
Grammy Latino
| Ano  | Trabalho   | Categoria                                 | Resultado |
| ---- | ---------- | ----------------------------------------- | --------- |
| 2021 | "A Cidade" | Melhor Canção em Língua Portuguesa        | Indicado  |
| 2022 | Pomares    | Melhor Álbum de Música Popular Brasileira | Indicado  |